# 세르게이 삼소노프
세르게이 빅토로비치 삼소노프(러시아어: Серге́й Ви́кторович Самсо́нов, 1978년 10월 27일~)는 러시아의 은퇴한 아이스하키 선수로 포지션은 레프트윙이다.